# Tamsweg
Tamsweg è un comune austriaco di 5 721 abitanti nel distretto di Tamsweg, nel Salisburghese, del quale è capoluogo e centro maggiore; ha lo status di comune mercato (Marktgemeinde). Nel 1936 ha inglobato i comuni soppressi di Haiden, Lasaberg, Mörtelsdorf, Sauerfeld, Seethal e Wölting.

## Monumenti e luoghi d'interesse
- Palazzo Kuenburg

## Amministrazione

### Gemellaggi
- Iseo[1]